# Zygochloa paradoxa
Genre
Espèce
Zygochloa paradoxa est une espèce de plantes de la famille des Poaceae (graminées), sous-famille des Panicoideae , endémique d'Australie où elle pousse dans les régions très arides comme le désert de Simpson.
C'est la seule espèce du genre monotypique Zygochloa.
Ce sont des plantes vivaces, dioïques, rhizomateuses, aux rhizomes allongés et aux tiges (chaumes) ligneuses, géniculées ascendantes, pouvant atteindre 1,5 m de long et 8 cm de diamètre. 

## Synonymes
Selon Catalogue of Life (6 juillet 2017) :
- Neurachne paradoxa R.Br.
- Panicum pseudoneurachne F.Muell.
- Spinifex paradoxus (R.Br.) Benth.

### Zygochloa
- (en) Catalogue of Life : Zygochloa S.T.Blake (consulté le 7 avril 2023)
- (en) GRIN : genre Zygochloa  S. T. Blake (+liste d'espèces contenant des synonymes)
- (en) World Checklist of Selected Plant Families (WCSP) : Zygochloa  S.T.Blake (1941)  (consulté le 6 juillet 2017)
- (en) NCBI : Zygochloa (taxons inclus)
- (en) The Plant List : Zygochloa  (consulté le 6 juillet 2017)
- (en) Tropicos : Zygochloa S.T. Blake  (+ liste sous-taxons) (consulté le 6 juillet 2017)

### Zygochloa paradoxa
- (en) Catalogue of Life : Zygochloa paradoxa (R.Br.) S.T.Blake (consulté le 16 décembre 2020)
- (en) NCBI : Zygochloa paradoxa (taxons inclus)
- (en) The Plant List : Zygochloa paradoxa (R.Br.) S.T.Blake  (source : KewGarden WCSP) (consulté le 6 juillet 2017)
- (en) Tropicos : Zygochloa paradoxa (R. Br.) S.T. Blake  (+ liste sous-taxons) (consulté le 6 juillet 2017)
- (en) Matthews, M., « Zygochloa paradoxa (photographie) », sur Australian Plant Image Index (consulté le 6 juillet 2017).
- (en) « Zygochloa paradoxa », sur AusGrass2 - Grasses of Australia (consulté le 6 juillet 2017).